# Vivencia
Vivencia est un groupe argentin de folk rock, originaire de Buenos Aires, actif entre 1972 et 1983. Il se composait d'Eduardo Fazio (1943-) et Héctor Ayala (1943-2016, fils du guitariste de folk et de tango Héctor Ayala). Leur album le plus célèbre est Mi cuarto (1973), qui comprend la chanson homonyme (Mi cuarto), considérée comme un classique du rock national.

## Histoire
Le duo acoustique est formé par Eduardo Alfredo Fazio et Héctor Luis Ayala (Jr.), tous deux à la guitare et au chant. Ayala avait commencé à jouer du rock, poussé par les images du festival de Woodstock (en 1969). Ils débutent en 1972 avec le morceau-concept Vida y vida de Sebastián, écrite sous forme d'opéra et racontant la vie de ce personnage depuis sa naissance. Leur deuxième album studio, Mi cuarto (1973), est l'album le plus réussi du duo et devient un classique des années 1970. Parmi leurs chansons les plus connues figurent Los juguetes y los niños et Mi cuarto, des classiques du rock national argentin.
Grâce à ce succès inattendu, le duo acquiert une notoriété nationale et donne naissance à d'autres albums, tels que Sensitivo (1977) et Vivencia (1975), ce dernier contenant la célèbre chanson Pupitre marrón, un classique depuis des décennies chanté inlassablement par les groupes de fin d'études des lycées. Ce disque contient également Mamá probeta, une chanson qui critiquait les essais de fécondation in vitro. En 1979, Vivencia publie, toujours pour le compte du label CBS (aujourd'hui Sony Music), l'album studio Azules de otoño, où se distinguent des chansons telles que Con un niño en nuestros cuerpos, Gira la vida et Sonrisas que alimentar. « Notre proposition a toujours été humaniste et spirituelle. C'est là que le social, le politique et l'économique se rejoignent. Chaque duo ou solo, chaque groupe, avait sa propre proposition. C'était une période tellement hétérogène et riche ! » explique Héctor Ayala.
En 1984, ils se séparent. En 1986, Héctor Ayala s'installe à Los Angeles, aux États-Unis, où il écrit de la musique populaire pour le label Warner Chappell. Il se convertit à l'évangélisme et enregistre de la musique chrétienne. En 2003, Ayala retourne en Argentine, tenté par une offre de reformation du duo Vivencia. Ces rencontres sont enregistrées sur un album live - leur onzième album - en 2005. La même année, Ayala enregistre un album de tango, en hommage à la musique de son père. Vivencia en vivo contient treize des plus grands succès de sa carrière, tels que Soltería de Julieta, La opción, Con un brazo en el hombro, Pequeño pasajero, Pupitre marrón, Chico se fue tu vida et Natalia y Juan Simón. L'album comprend également un medley de l'opéra-rock Vida y vida de Sebastián, leur premier album. Ils donnent une série de concerts sur des scènes de la capitale fédérale et du Grand Buenos Aires.
Héctor Ayala décède le 16 juillet 2016 à Buenos Aires à l'âge de 72 ans, après une longue lutte contre la maladie de Parkinson. « Héctor Ayala, mon associé à Vivencia, s'est éteint après une agonie causée par la maladie de Parkinson. Une grande tristesse. » (Eduardo Fazio).

## Discographie
- 1972 : Vida y vida de Sebastián
- 1973 : Mi cuarto
- 1975 : Vivencia
- 1977 : Sensitivo
- 1979 : Azules de otoño
- 1980 : Los siete pecados capitales
- 1981 : El libro de las pequeñas historias
- 1983 : Pare y escuche
- 2005 : En vivo